# Passador elàstic

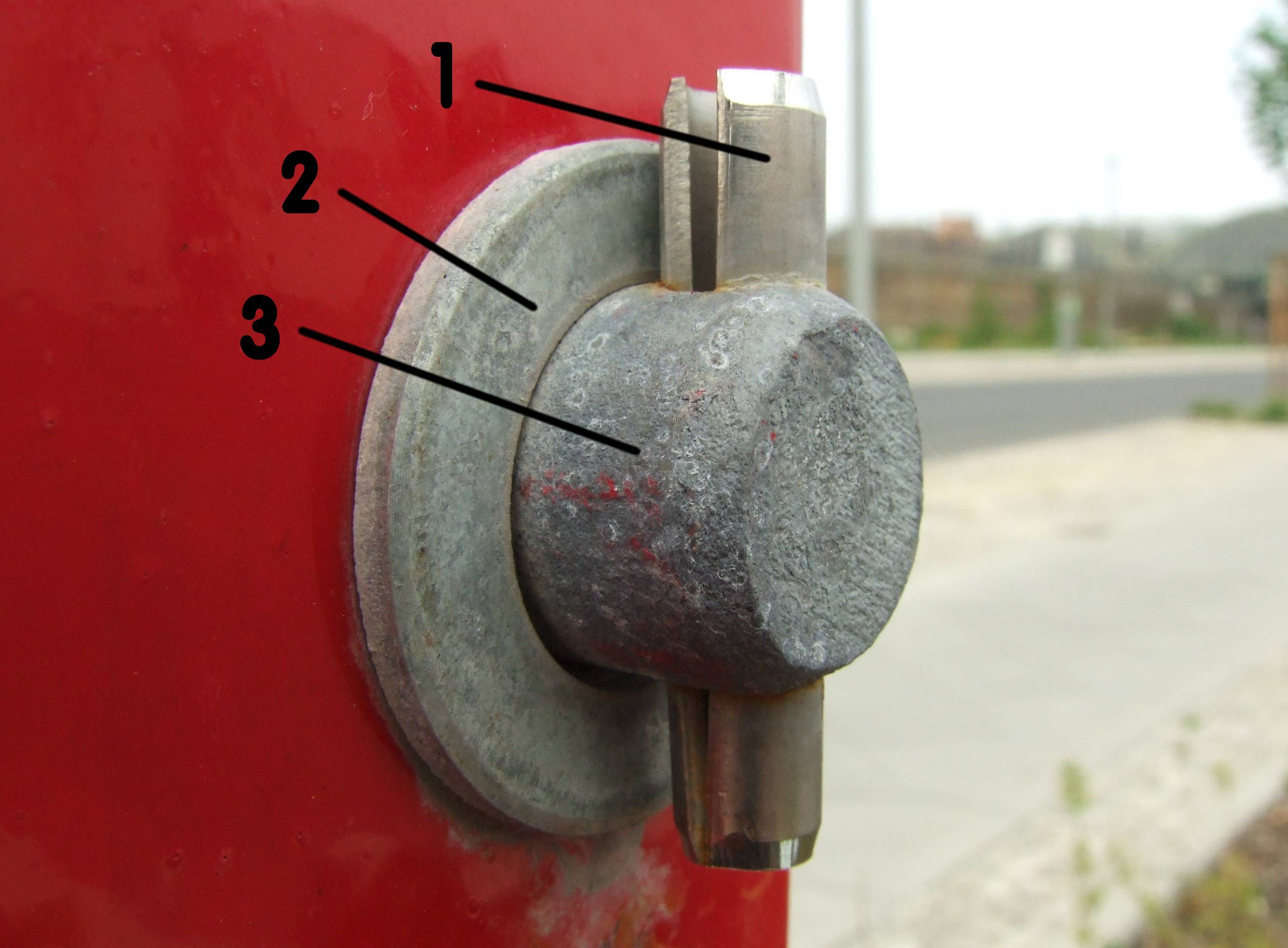
Passador ranurat (1) i arandela (2) utilitzats per assegurar un eix (3).

Un passador elàstic (també anomenat passador ranurat o passador espiral), és una fixació mecànica que assegura la posició de dues o més parts d'una màquina, una respecte a l'altra. Els passadors elàstics tenen un diàmetre del cos que és més gran que el diàmetre del forat i un xamfrà en un o ambdós extrems per facilitar l'introducció del passador al forat. L'acció de molla del passador li permet comprimir-se fins a arribar al diàmetre del forat. La força que exerceix el passador contra la paret del forat el reté dins del forat, per tant, un passador elàstic es considera auto-subjectant.
Els passadors elàstics es poden utilitzar per retenir un eix dins d'un coixinet, o bé com una mena de xaveta per subjectar un eix, o també per subjectar amb precisió les cares planes de les peces d'acoblament mitjançant forats simètrics. La unió amb passadors i cargols és la forma d'unió més senzilla i antiga de l'enginyeria mecànica en general. Es realitza simplement fent passar aquestes peces per un forat perforat a través de les peces a unir.

## Tipus
Hi ha dos tipus de passadors elàstics: passadors elàstics en espiral i passadors elàstics ranurats.
Els passadors es troben entre els elements estructurals més antics i simples. Tenen formes, diàmetres i longituds estandarditzats. S'utilitzen per assegurar la posició exacta entre les peces (centrant-se amb el passador adjacent), per unir les peces, per absorbir la força transversal a l'articulació i similars. Normalment estan fets d'un material més dur que les parts unides. Les mesures dels passadors solen escollir-se en funció de l'experiència. Amb càrregues més altes, és necessari controlar els esforços de cisalla i les pressions de contacte.

## Passadors ranurats

Passador ranurat

Els passadors ranurats són tubs cilíndrics fets a partir d'una tira de material amb una ranura per permetre que el passador tingui certa flexibilitat durant la inserció. Els passadors ranurats també es coneixen com a passadors de rodet, passadors selllock o passadors "C". Es fabriquen amb els mateixos materials que els cargols, és a dir, acer per a màquines amb una duresa de 125 a 245 HV, i per a càrregues pesades també a partir d'acer millorat i acer per a cimentar i endurir.
Configuracions:
- Amb acanaladures constants i centrades en la meitat de la seva longitud
- Amb acanaladures constants en tota la seva longitud
- Amb acanaladures constants en tota la seva longitud i tetó centrat
- Amb acanaladures progressives invertides en la meitat de la seva longitud

### Normativa
Les normes EN_ISO relacionades amb els passadors ranurats són:
- UNE –EN-ISO-2338: Passadors cilíndrics d'acer no temperat i acer inoxidable austenític (1997)
- UNE –EN-ISO-8740: Passadors acanalats amb acanaladures constants en tota la seva longitud i punta bisellada (1997)
- UNE –EN-ISO-8743: Passadors acanalats amb acanaladures constants i centrades en la meitat de la seva longitud (1997)
- UNE –EN-ISO-8745: Passadors acanalats amb acanaladures progressives en la meitat de la seva longitud (1997)
- UNE –EN-ISO-8741: Passadors acanalats amb acanaladures progressives invertides en la meitat de la seva longitud (1997)
- UNE –EN-ISO-8744: Passadors acanalats amb acanaladures progressives en tota la seva longitud (1997)
- UNE –EN-ISO-13337: Passadors cilíndrics de ressort, ranurats (2009). Sèrie lleugera
- UNE –EN-ISO-8739: Passadors acanalats amb acanaladures constants en tota la seva longitud i tetó de centrat (1997)

## Passadors en espiral

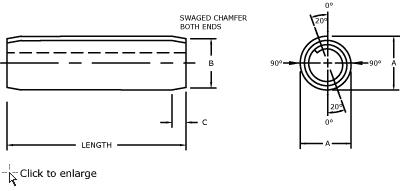
Passador en espiral.

Un passador en espiral, o simplement passador espiral, és un element d'enginyeria auto-subjectant que serveix per fixar una peça contra una altra. Es fabrica a partir d'una cinta metàl·lica enrotllada formant un cilindre amb una secció transversal de 2 1⁄4 espiral . Els passadors elàstics en espiral tenen un diàmetre del cos més gran que el diàmetre del forat recomanat i xamfrans als dos extrems per facilitar l'introducció del passador al forat. L'acció de molla del passador li permet comprimir-se fins agafar el diàmetre del forat. Es fabriquen amb els mateixos materials que els cargols, és a dir, acer per a màquines amb una duresa de 125 a 245 HV, i per a càrregues pesades també a partir d'acer millorat i acer per a cementar i endurir.
Quan s'instal·len agulles de molla espiral, la compressió comença a la vora exterior i es mou a través de les espires cap al centre. Els pins enrotllats continuen flexionant-se després de la inserció quan s'aplica una càrrega al passador, proporcionant així un rendiment excel·lent per contrarestar la fatiga en aplicacions dinàmiques. Els passadors elàstics en espiral van ser inventats per Herman Koehl cap al 1948.
Les agulles espiral estan disponibles comercialment en tres funcions diferents, estàndard (ISO 8750), pesada (ISO 8748) i lleugera (ISO 8751), que proporcionen una varietat de combinacions de força, flexibilitat i diàmetre per adaptar-se a diferents materials d'acoblament i rendiment. requisits. Els materials típics per a passadors elàstics en espiral inclouen acer d'alt carboni, acer inoxidable i aliatge 6150.
Les agulles espiral s'utilitzen àmpliament en estoigs cosmètics, nanses i panys de portes d'automòbils i pestells com a passadors de frontisses. També s'utilitzen com a pivots i eixos, per alinear i bloquejar, subjectant diversos components, com ara un engranatge i un eix, i fins i tot com a pins d'expulsió per treure les plaques base dels ordinadors. Les indústries elèctrica i d'automoció utilitzen pins en espiral en productes com ara caixes i columnes de direcció, bombes, motors elèctrics i disjuntors.

### Normes internacionals
- Força estàndard: UNE–EN-ISO 8750, NASM10971, NASM51923, NAS1407, ASME B18.8.2, ASME B18.8.3M
- Gran força: UNE–EN-ISO 8748, NASM10971, NASM39086, NAS561, ASME B18.8.2, ASME B18.8.3M
- Petita força: UNE–EN-ISO 8751, NASM10971, NASM51987, NAS1407, ASME B18.8.2, ASME B18.8.3M
- Els passadors en espiral de tipus estàndard ofereixen el millor equilibri entre flexibilitat i força i es recomanen per a la majoria d'aplicacions.
- Els passadors en espiral de gran força s'utilitzen normalment en aplicacions d'alta resistència al tall i materials hostes endurits.
- Els passadors de petita força s'utilitzen en aplicacions amb forats de metalls i plàstics tous on hi ha un alt risc d'aixemplar o trencar el suport emprant un passador sòlid amb pressió tradicional.